# Go A
Go_A (ucraïnès: Ґоу_Ей) és un grup musical ucraïnès d'electrofolk que combina veus, ritmes de dansa moderna, djembé i guitarra. Hauria representat Ucraïna amb la cançó Solovei al Festival de la Cançó d'Eurovisió 2020, que s'hauria celebrat a la ciutat neerlandesa de Rotterdam en cas de no haver sigut cancel·lat per la pandèmia per coronavirus de 2019-2020. Per aquesta raó, la televisió pública ucraïnesa va seleccionar internament el grup per a representar el país al Festival de la Cançó d'Eurovisió 2021, aquesta vegada amb el tema Shum.

## Formació
El grup va ser fundat per Taràs Xevtxenko. Els músics de Go_A venen de diferents parts d'Ucraïna: Katerina Pavlenko de Nijin, Taràs Xevtxenko de Kíev, Íhor Didentxuk de Lutsk i Ivan Hrihoriak de la Bucovina ucraïnesa (província de Txernivtsí).

### Components
- Katerina Pavlenko - veu
- Taràs Xevtxenko - multiinstrumentista
- Íhor Didentxuk - producció
- Ivan Hrihoriak - guitarra